# Kanton Hoogstraten
Kanton Hoogstraten is een kanton in de provincie Antwerpen en het arrondissement Turnhout. Het is de bestuurslaag boven die van de desbetreffende gemeenten, tevens is het een gerechtelijk niveau waarbinnen één vredegerecht georganiseerd wordt dat bevoegd is voor de deelnemende gemeenten. Beide types kanton beslaan niet noodzakelijk hetzelfde territorium.

## Gerechtelijk kanton Hoogstraten
Tot 2019 bestond het gerechtelijk kanton Hoogstraten. Het is nu opgenomen in het tweede kanton Turnhout. Het gerechtelijk kanton Hoogstraten is gelegen in het gerechtelijk arrondissement Antwerpen en organiseert een vredegerecht voor de gemeenten Hoogstraten, Beerse, Lille en Rijkevorsel. Het was gevestigd in de Lindendreef 59 te Hoogstraten.
De vrederechter is bevoegd bij gezinsconflicten, onderhoudsgeschillen, voogdij, voorlopige bewindvoering, mede-eigendommen, appartementseigendom, burenhinder ...

### Structuur
| Gebied           | Europese Unie    | België           | België           | België           | België           | Antwerpen      | Antwerpen      | Antwerpen                   | Antwerpen                   | Hoogstraten                     |                                 |                                 |                                 |
| Sociaal recht    | Hof van Justitie | Hof van Cassatie | Hof van Cassatie | Hof van Cassatie | Hof van Cassatie | Arbeidshof     | Arbeidshof     | Arbeidsrechtbank            | Arbeidsrechtbank            | Arbeidsrechtbank                | Arbeidsrechtbank                | Arbeidsrechtbank                |                                 |
| Handelsrecht     | Hof van Justitie | Hof van Cassatie | Hof van Cassatie | Hof van Cassatie | Hof van Cassatie | Hof van Beroep | Hof van Beroep | Rechtbank van Koophandel    | Rechtbank van Koophandel    | Vredegerecht                    | Vredegerecht                    | Vredegerecht                    |                                 |
| Burgerlijk recht | Hof van Justitie | Hof van Cassatie | Hof van Cassatie | Hof van Cassatie | Hof van Cassatie | Hof van Beroep | Hof van Beroep | Rechtbank van eerste aanleg | Rechtbank van eerste aanleg | Vredegerecht / Politierechtbank | Vredegerecht / Politierechtbank | Vredegerecht / Politierechtbank | Vredegerecht / Politierechtbank |
| Strafrecht       | Hof van Justitie | Hof van Cassatie | Hof van Cassatie | Hof van Cassatie | Hof van Cassatie | Hof van Beroep | Assisenhof     | Rechtbank van eerste aanleg | Rechtbank van eerste aanleg | Vredegerecht / Politierechtbank | Vredegerecht / Politierechtbank | Vredegerecht / Politierechtbank | Vredegerecht / Politierechtbank |

## Kieskanton Hoogstraten
Het kieskanton Hoogstraten ligt in het provinciedistrict Turnhout, het kiesarrondissement Mechelen-Turnhout en ten slotte de kieskring Antwerpen. Het beslaat de gemeenten Hoogstraten, Baarle-Hertog, Merksplas & Rijkevorsel en bestaat uit 31 stembureaus.

### Structuur
| Hoogstraten      | Hoogstraten      | Supranationaal         | Nationaal                         | Nationaal           | Gemeenschap         | Gewest              | Provincie           | Arrondissement    | Provinciedistrict | Kanton          | Gemeente                                           | District         |
| ---------------- | ---------------- | ---------------------- | --------------------------------- | ------------------- | ------------------- | ------------------- | ------------------- | ----------------- | ----------------- | --------------- | -------------------------------------------------- | ---------------- |
| Administratief   | Niveau           | Europese Unie          | België                            | België              | Vlaanderen          | Vlaanderen          | Antwerpen           | Turnhout          | Turnhout          | Turnhout        | Hoogstraten, Baarle-Hertog Merksplas & Rijkevorsel | -                |
| Administratief   | Bestuur          | Europese Commissie     | Belgische regering                | Belgische regering  | Vlaamse regering    | Vlaamse regering    | Deputatie           | Deputatie         | Deputatie         | Deputatie       | Gemeentebestuur                                    | Districtscollege |
| Administratief   | Raad             | Europees Parlement     | Kamer van volksvertegenwoordigers | Vlaams Parlement    | Vlaams Parlement    | Vlaams Parlement    | Provincieraad       | Provincieraad     | Provincieraad     | Provincieraad   | Gemeenteraad                                       | Districtsraad    |
| Kiesomschrijving | Kiesomschrijving | Nederlands Kiescollege | Kieskring Antwerpen               | Kieskring Antwerpen | Kieskring Antwerpen | Kieskring Antwerpen | Kieskring Antwerpen | Mechelen-Turnhout | Turnhout          | Hoogstraten     | Hoogstraten, Baarle-Hertog Merksplas & Rijkevorsel | -                |
| Verkiezing       | Verkiezing       | Europese               | Federale                          | Federale            | Vlaamse             | Vlaamse             | Provincieraads-     | Provincieraads-   | Provincieraads-   | Provincieraads- | Gemeenteraads-                                     | Districtsraads-  |

### Uitslagen VerkiezingVlaams Parlement
In 1999 waren er 25.491 stemgerechtigden, in 2004 25.994 en in 2009 nam dit aantal toe tot 27.200. Hiervan brachten respectievelijk 24.233 (1999), 24.544 (2004) en 27.200 (2009) een stem uit.
| Partij                    | 1999   | 2004   | 2009   |
| ------------------------- | ------ | ------ | ------ |
| sp.a-SPIRIT               | x      | 9,91%  | x      |
| SP/sp.a                   | 6,51%  | x      | 7,41%  |
| SLP                       | x      | x      | 0,63%  |
| VU-iD21                   | 10,63% | x      | x      |
| CD&V-N-VA                 | x      | 35,71% | x      |
| CVP/CD&V                  | 30,35% | x      | 34,71% |
| N-VA                      | x      | x      | 12,81% |
| VLD-VIVANT                | x      | 24,11% | x      |
| VLD/Open Vld              | 23,90% | x      | 18,03% |
| Vivant                    | 1,27%  | x      | x      |
| AGALEV/Groen!             | 14,42% | 7,56%  | 5,77%  |
| VLAAMS BLOK/Vlaams Belang | 11,94% | 21,48% | 14,54% |
| LDD                       | x      | x      | 4,82%  |
| PVDA                      | 0,43%  | 0,47%  | 0,69%  |
| Andere Partijen           | 0,82%  | 0,77%  | 0,58%  |
| Blanco of Ongeldig        | 5,96%  | 5,77%  | 5,88%  |

### Uitslagen VerkiezingEuropees Parlement
In 1999 waren er 25.552 stemgerechtigden, in 2004 26.235 stemgerechtigden en in 2009 nam dit aantal verder toe tot 27.500. Hiervan brachten respectievelijk 24.291 (1999), 24.771 (2004) en 25.707 (2009) een stem uit.
| Partij                    | 1999   | 2004   | 2009   |
| ------------------------- | ------ | ------ | ------ |
| sp.a-SPIRIT               | x      | 10,13% | x      |
| SP/sp.a                   | 6,88%  | x      | 6,98%  |
| SLP                       | x      | x      | 0,48%  |
| VU/iD21                   | 11,72% | x      | x      |
| CD&V-N-VA                 | x      | 38,31% | x      |
| CVP/CD&V                  | 29,56% | x      | 35,26% |
| N-VA                      | x      | x      | 9,26%  |
| VLD-VIVANT                | x      | 23,10% | x      |
| Open Vld                  | 24,23% | x      | 19,76% |
| Vivant                    | 1,17%  | x      | x      |
| AGALEV/Groen!             | 14,20% | 7,54%  | 6,73%  |
| VLAAMS BLOK/Vlaams Belang | 11,31% | 20,15% | 15,27% |
| LDD                       | x      | x      | 5,30%  |
| PVDA                      | 0,47%  | 0,54%  | 0,71%  |
| Andere Partijen           | 0,47%  | 0,22%  | 0,25%  |
| Blanco of Ongeldig        | 5,52%  | 4,80%  | 5,13%  |